# شاکیزویل (ویرجینیا)
شاکیزویل (به انگلیسی: Shockeysville) یک منطقهٔ مسکونی در ایالات متحده آمریکا است که در شهرستان فردریک، ویرجینیا واقع شده‌است.